# Фольке Бернадот
Фо́льке Бернадо́т, граф Вісборзький (швед. Folke Bernadotte af Wisborg; 2 січня 1895, Стокгольм — 17 вересня 1948, Єрусалим) — шведський політичний діяч і дипломат, член королівського дому Швеції, племінник короля Густава V, хресний батько короля Карла XVI Густафа. Завдяки дружині американці був знайомий із видними представниками політичних і ділових кругів США.
Під час Другої світової війни Бернадот як представник шведського Червоного Хреста організував обмін військовополоненими, непридатними до подальшої військової служби, між Німеччиною і союзниками. У 1943 році став віце-президентом, а в 1946 — президентом шведського Червоного Хреста. Від імені цієї організації Бернадот вів переговори з Гіммлером. Напередодні краху Третього рейху Гіммлер намагався використовувати Бернадота як посередника для припинення бойових дій. Вони зустрічалися чотири рази — 12 лютого, 2, 21 і 23—24 квітня 1945 р., обговорювали з Бернадотом можливість передачі гітлерівських концентраційних таборів під опіку Міжнародного Червоного хреста. В результаті перемовин у березні-квітні 1945 р. з Терезієнштадту (Терезин) було звільнено понад сім тисяч громадян скандинавських країн. Бернадот сприяв також звільненню декількох тисяч єврейських жінок із концтабору Равенсбрюк; більшість їх знайшли притулок у Швеції.
Після війни шведська преса зробила з нього національного героя за його внесок в справу визволяння євреїв із нацистської Німеччини.

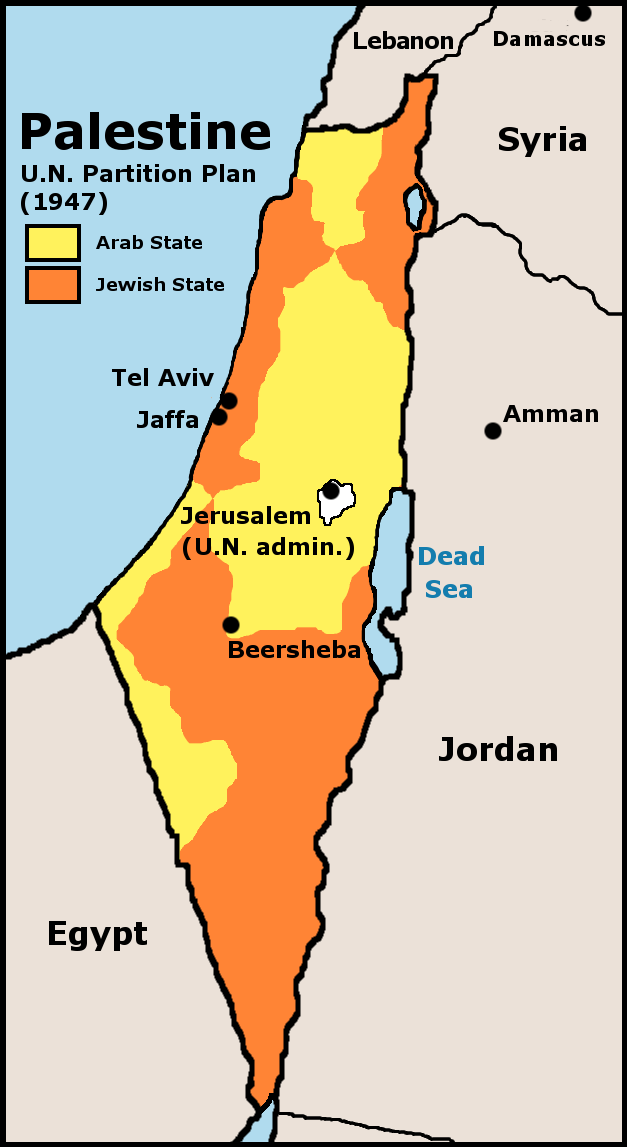
План поділу Палестини на арабську та єврейську частини, ООН 1947

20 травня 1948 р. Рада Безпеки ООН призначила Бернадота посередником в арабо-ізраїльському конфлікті. 11 червня йому вдалося добитися угоди про чотиритижневе припинення вогню, проте продовжено його не було. Бернадот пропонував плани з врегулюванню конфлікту: спочатку конфедерацію арабської і єврейської держав, потім дві окремі держави, але план був відкинутий ворогуючими сторонами і не дістав схвалення Генеральної Асамблеї ООН у листопаді 1948 р.
17 вересня 1948 р. Бернадот був убитий в Єрусалимі терористами з угруповання Лехі («Борці за свободу Ізраїля»). Після вбивства угруповання було роззброєно ізраїльським урядом, і члени на короткий час заарештовані, але формального звинувачення у вбивстві не висувалося.

## Книги Бернадота
- «Завіса опускається: останні дні Третього рейху» (1945)
- «До Єрусалиму» (1951)